# Hedgpethia magnirostris
Hedgpethia magnirostris is een zeespin uit de familie Colossendeidae. De soort behoort tot het geslacht Hedgpethia. Hedgpethia magnirostris werd in 1988 voor het eerst wetenschappelijk beschreven door Arnaud & Child. 